# Dana Scully
La agente especial Dana Scully es uno de los personajes principales de la serie de televisión estadounidense Expediente X junto con su compañero el agente Fox Mulder, que en el FBI investigan casos inexplicables.

## Biografía
Dana Katherine Scully nació el 23 de febrero de 1964 en el seno de una familia católica estadounidense. Su padre era William Scully Sr., capitán de la Marina de Estados Unidos. Su madre, Margaret era una mujer que se dedicaba a las labores del hogar y era además una entregada madre de familia. Tiene tres hermanos: Melissa (asesinada por Louis Cardinal en el capítulo titulado The blessing way), William Jr., militar de la marina americana y Charles (personaje que solo apareció en un flashback en el capítulo «One Breath»).
|                  |                  |                  |                  |                  |                  | William Scully | William Scully | William Scully | William Scully | William Scully | William Scully |                |                | Margaret Scully | Margaret Scully | Margaret Scully | Margaret Scully | Margaret Scully | Margaret Scully |             |             |         |         |                |                |                |                |                |                |  |  |  |  |  |  |  |  |  |  |  |  |  |  |  |  |  |  |
|                  |                  |                  |                  |                  |                  | William Scully | William Scully | William Scully | William Scully | William Scully | William Scully |                |                | Margaret Scully | Margaret Scully | Margaret Scully | Margaret Scully | Margaret Scully | Margaret Scully |             |             |         |         |                |                |                |                |                |                |  |  |  |  |  |  |  |  |  |  |  |  |  |  |  |  |  |  |
|                  |                  |                  |                  |                  |                  |                |                |                |                |                |                |                |                |                 |                 |                 |                 |                 |                 |             |             |         |         |                |                |                |                |                |                |  |  |  |  |  |  |  |  |  |  |  |  |  |  |  |  |  |  |
|                  |                  |                  |                  |                  |                  |                |                |                |                |                |                |                |                |                 |                 |                 |                 |                 |                 |             |             |         |         |                |                |                |                |                |                |  |  |  |  |  |  |  |  |  |  |  |  |  |  |  |  |  |  |
| Billy Jr. Scully | Billy Jr. Scully | Billy Jr. Scully | Billy Jr. Scully | Billy Jr. Scully | Billy Jr. Scully |                |                | Melissa Scully | Melissa Scully | Melissa Scully | Melissa Scully | Melissa Scully | Melissa Scully |                 |                 | Dana Scully     | Dana Scully     | Dana Scully     | Dana Scully     | Dana Scully | Dana Scully |         |         | Charles Scully | Charles Scully | Charles Scully | Charles Scully | Charles Scully | Charles Scully |  |  |  |  |  |  |  |  |  |  |  |  |  |  |  |  |  |  |
| Billy Jr. Scully | Billy Jr. Scully | Billy Jr. Scully | Billy Jr. Scully | Billy Jr. Scully | Billy Jr. Scully |                |                | Melissa Scully | Melissa Scully | Melissa Scully | Melissa Scully | Melissa Scully | Melissa Scully |                 |                 | Dana Scully     | Dana Scully     | Dana Scully     | Dana Scully     | Dana Scully | Dana Scully |         |         | Charles Scully | Charles Scully | Charles Scully | Charles Scully | Charles Scully | Charles Scully |  |  |  |  |  |  |  |  |  |  |  |  |  |  |  |  |  |  |
|                  |                  |                  |                  |                  |                  |                |                |                |                |                |                |                |                |                 |                 |                 |                 |                 |                 |             |             |         |         |                |                |                |                |                |                |  |  |  |  |  |  |  |  |  |  |  |  |  |  |  |  |  |  |
|                  |                  |                  |                  |                  |                  |                |                |                |                |                |                | Emily          | Emily          | Emily           | Emily           | Emily           | Emily           |                 |                 | William     | William     | William | William | William        | William        |                |                |                |                |  |  |  |  |  |  |  |  |  |  |  |  |  |  |  |  |  |  |

En la escuela secundaria estudió alemán, lo cual de muestra en el episodio n.º 77-404 «Unruhe» de la cuarta temporada. Desde su juventud tuvo unas grandes ansias de conocimiento, quería entender mejor el mundo y la mejor manera de hacerlo era a través del estudio de la ciencia. Por este motivo, cuando terminó sus estudios secundarios se matriculó en la Universidad de Berkeley, y estudió la diplomatura en Ciencias físicas. Después de conseguir este título, asistió a la Universidad de Maryland para cursar Medicina. Gracias a su esfuerzo y dedicación consiguió licenciarse. Más tarde, realizó la especialidad en Patología Forense. Su tesis de licenciatura se tituló La paradoja de los gemelos de Einstein: una nueva interpretación.
Cuando terminó estos estudios se dio cuenta de que realmente no quería ser médico, y cuando el FBI elige reclutarla gracias a sus excelentes credenciales, ella decide aceptar, en contra de los deseos de su familia. Después de tres años de preparación en la Academia de Quantico (Virginia), se convirtió en agente especial del FBI. Su Número de identificación es 2317-616. Su dirección en la serie es 3170 W. 53 Rd. N.º 35 Annapolis (Maryland) / Georgetown en Fight The Future. Su arma es una Smith & Wesson 1056 (9 mm.). El número de teléfono de su casa es (202) 555-6431, y el número de su móvil es 555-3564 .

### Primeras temporadas
Durante sus primeros años como agente es asignada como instructora en la Academia del FBI en Virginia. Transcurrido ese tiempo acude a la oficina del jefe de sección Scott Blevins para que le asigne una misión: escribir informes detallando la legitimidad de las investigaciones realizadas por el agente Fox Mulder de los llamados «expedientes X», casos sin resolver que se caracterizan por poseer algún aspecto paranormal. Lo que pretendían sus superiores era que ella, al ser una mujer de ciencia, escéptica en todo lo que estuviese relacionado con fenómenos paranormales, desacreditase el trabajo del agente Mulder. Scully se presenta ante él como su nueva compañera el 6 de marzo de 1992.
Sin embargo, consiguen el efecto contrario. A medida que se va adentrando en los casos, crece en Scully su tolerancia a aceptar explicaciones más allá de la ciencia, al mismo tiempo que aumenta la confianza en su tenaz compañero. Para Mulder, quien al principio la creía una espía, en poco tiempo comprueba la integridad de su nueva compañera y decide confiar en ella, al punto de ser Scully la única persona que logra esto de él.

### Abducción
La agente Scully es abducida durante la segunda temporada («Ascension» (2x06)) aunque no por extraterrestres sino mediante una intrincada conspiración de hombres poderosos conocidos como el Sindicato. El número de su Expediente X (dado tras su secuestro) es el 73317. Scully se ausenta por tres meses, durante los cuales le realizan una serie de experimentos cuyas consecuencias incluye el desarrollo de un cáncer cerebral que casi acaba con su vida hacia la cuarta temporada. Dicha enfermedad comienza como un tumor naso-faríngeo no operable que se crea poco después de que Scully se extraiga de la nuca un implante en forma de chip colocado durante su abducción y descubierto al pasar por un detector de metales (The Blessing Way 3x01). La primera referencia a este cáncer se produce en el episodio Nisei (3x09), luego se vuelve a retomar en Leonard Betts (4x12) pero es analizado en profundidad en el capítulo Memento Mori (4x14).
Al comienzo de la quinta temporada (Redux II (5x02)), El Fumador le facilita a Mulder la clave para detener el cáncer de su compañera: re-implantar el chip en su nuca.
Durante el capítulo titulado Christmas Carol (5x06), se descubre otra de las consecuencias de la abducción de Scully: sus óvulos, al igual que los de muchas mujeres abducidas, fueron utilizados para crear híbridos humano-extraterrestre. Uno de ellos es una niña llamada Emily, quien a pesar de los esfuerzos de Scully finalmente fallece. Esto afecta tremendamente a Scully ya que su oportunidad para ser madre se acaba de desvanecer, dado que a consecuencia de su abducción ha quedado estéril.

### Vida personal
Debido a la intensa dedicación a sus trabajos, las vidas sociales de tanto Scully como Mulder son prácticamente inexistentes. Su relación profesional se estrecha al punto de convertirse cada uno en la persona más importante en la vida del otro. La ambigua relación que mantienen estableció una cierta tensión en la serie durante las primeras temporadas. En los episodios War of the Coprophages (3x12), Syzygy (3x13) y en los que aparece la excompañera y amante de Mulder, Diana Fowley (a partir del episodio The End de la quinta temporada), se pudieron ver muestras de celos por parte de Scully hacia su compañero.
Únicamente en la cuarta temporada se le atribuye a Scully una relación íntima fuera del trabajo. Esto sucede en el episodio Never Again (4x14), cuando pasa la noche con un hombre al que conoce en una tienda de tatuajes en Filadelfia.
La relación entre Mulder y Scully estuvo a punto de cruzar la línea de lo profesional a lo romántico en la película de la serie, «Fight The Future».

### Últimas temporadas
Durante las temporadas siguientes, los agentes estrechan cada día más su relación. Esta se puede apreciar especialmente en las temporadas octava y novena. En ellas, la agente Scully es la encargada de descubrir el paradero del agente Mulder, que ha sido abducido por extraterrestres al término  de la séptima temporada (Requiem (7x22)). También al final de la séptima temporada, el espectador descubre, con sorpresa, que Dana Scully está esperando un hijo.
Durante varios episodios de la octava temporada se narra como Scully, desesperada por ser madre, se había sometido a procedimientos de fecundación in vitro. El donante había sido el agente Fox Mulder aunque el proceso no tiene éxito. Aunque no queda claro cómo, Scully termina quedando embarazada, al parecer de Mulder según lo implica la misma Scully en el episodio Existence (8x21).
Episodios más tarde Scully descubre que, durante las pruebas de fertilidad, científicos pertenecientes a una conspiración han experimentado con ella para concebir un bebé especial, que será la esperanza de la humanidad ante la invasión extraterrestre. Un niño dotado de habilidades especiales, como telequinesis.
En el último capítulo de la octava temporada (Existence (8x21)), la agente Scully, en la recta final de su embarazo, se ve forzada a huir de un Supersoldado (híbrido humano-extraterrestre con gran fuerza y prácticamente imposible de matar) llamado Billy Miles, que quiere acabar con la vida de su hijo. Ayudada por dos nuevos compañeros, John Doggett, que ha sustituido a Mulder en los Expedientes X desde su desaparición, y Mónica Reyes, que tendrá gran presencia durante la novena y última temporada de la serie, consigue escapar de Miles escondiéndose en un pueblo de Georgia, para dar a luz a su hijo, William.

### Novena temporada
En los últimos episodios de la serie se revela el enigma que esconde este niño. Se descubre que es el primer supersoldado concebido y nacido de una mujer. En el capítulo titulado William, Jeffrey Spender le inyecta una sustancia al bebé con la intención de anular sus poderes. A pesar de esto, Dana sigue temiendo por el destino de su hijo, y convencida de que junto a ella nunca estará a salvo, decide darlo en adopción.
El agente Fox Mulder regresa para el final de la serie (capítulo doble titulado The Truth I y II (9x19 y 9x20)). En este episodio se revela la fecha exacta de la llegada de los colonizadores extraterrestres: el día 22 de diciembre de 2012. Según El Fumador, dicho evento es inevitable.
Mulder y Scully huyen y se refugian en la habitación de un hotel situada en Roswell (Nuevo México) Mulder, decepcionado, cree que su cruzada no ha servido para nada. Scully, a pesar de la terrible situación en la que se encuentran, pues además de estar condenados al ostracismo, están destinados a una próxima extinción llevada a cabo por los extraterrestres, decide dejar una puerta abierta al futuro. Consigue contagiar su optimismo a Mulder, que afirma: «Tal vez haya esperanza».

## Apariciones

### Temporada 1
- Todos los episodios.

### Temporada 2
- Todos los episodios excepto en «3» (2x07).

### Temporada 3
- Todos los episodios.

### Temporada 4
- Todos los episodios excepto en «Zero Sum» (4x21).

### Temporada 5
- Todos los episodios excepto en «Unusual Suspects» (5x03) y en «Travelers» (5x15).

### Temporadas 6 a 9
- Todos los episodios; excepto en «The Gift», de la octava temporada (8x11).